# Éric II de Brunswick-Grubenhagen
Pour les articles homonymes, voir Éric II.
Éric II de Brunswick-Grubenhagen est un prince de la maison de Brunswick né vers 1478 et mort le 14 mai 1532. Duc Brunswick-Lunebourg, il est associé comme corégent titulaire à la principauté de Grubenhagen de 1485 à 1532. Il fut évêque d'Osnabrück et de Paderborn de 1508 à 1532, puis prince-évêque élu de Münster en 1532.

## Carrière religieuse
Éric est le fils du duc Albert II de Brunswick-Grubenhagen et de son épouse. Il succède à son père conjointement avec ses frères en 1485. Bien qu'il effectue une carrière religieuse il demeure souverain titulaire de  Grubenhagen jusqu'à sa mort.
Après la mort de Conrad von Rietberg († 9 février 1508), évêque d'Osnabrück, Éric est désigné le 6 mars et confirmé le 6 septembre comme son successeur. Après la disparition la même année de Hermann de Hesse (†  19 octobre 1508), évêque de Paderborn, il est désigné le 17 novembre 1508 et confirmé le 20 avril 1509 également sur cet autre siège.
La mort le 24 mars 1532 de Frédéric III de Wied, évêque de Münster, lui permet d'accéder à la tête de la principauté épiscopale de Münster où il est nommé le 27 mars suivant. Il meurt toutefois le 14 mai 1532 à Fürstenau sans avoir été consacré ni avoir résigné les deux sièges épiscopaux qu'il détenait.